# Thallarcha mochlina
Thallarcha mochlina là một loài bướm đêm thuộc phân họ Arctiinae, họ Erebidae.